# Discordance Axis
Discordance Axis byla americká grindcoreová kapela z města East Brunswick ve státě New Jersey. Založil ji roku 1992 zpěvák Jon Chang a zvolený název Discordance Axis neznamená nic. Vymyslel ho zpěvák Jon Chang, když chtěl pojmenovat svojí oblíbenou desku podle nějaké metalové kapely. Po dvou letech (1994) se uskupení sice málem rozpadlo, nicméně roku 1995 obnovilo svoji činnost a vydalo i své debutové album Ulterior. Roku 1997 opětovně zvažovali rozpad skupiny. Nakonec vydali druhou desku Jouhou a následně i třetí pojmenovanou The Inalienable Dreamless, po které však svou činnost roku 2000 ukončili. Bubeník Dave Witte odešel hrát do uskupení Municipal Waste.

## Diskografie
Studiová alba
- Ulterior  (1995)
- Jouhou (1997)
- The Inalienable Dreamless (2000)